# Timothy Omundson
Timothy Michael "Tim" Omundson (nacido el 29 de julio de 1969) es un actor estadounidense conocido por su papel de Carlton Lassiter en la serie Psych y por su papel de Eli en la serie Xena: la princesa guerrera.
Timothy Omundson ha participado en multitud de películas y series de televisión, entre las que destacan:
En abril de 2017, sufrió un accidente cerebrovascular que afectó su movilidad y lo llevó a un proceso de rehabilitación. En ese momento, se encontraba trabajando en la serie American Housewife. Debido a su recuperación, tuvo que reducir su participación en diversos proyectos, incluyendo Psych: The Movie. Sin embargo, logró regresar a la actuación con apariciones en This Is Us y en la secuela de Psych.
En 2021, Omundson interpretó a Dios en la quinta temporada de Lucifer. Su participación en la serie fue adaptada para acomodar su recuperación, lo que le permitió continuar con su carrera en la actuación.
- Misión imposible 3 (2006)
- CSI: Crime Scene Investigation
- Star Wars: Battlefront II
- Supernatural (2014-2015) - Caín
- Psych - Carlton Lassiter
- CSI: Miami
- Xena: la princesa guerrera
- Frasier
- Starship Troopers (1997)
- Galavant (2015)
- El pájaro loco
- Lucifer (2017)
- Papel secundario como Geegory vecino de Kate, en This is us(2019)
- Papel secundario como Efestos en Percy Jackson (serie) (2023)